# 16e congresdistrict van Californië

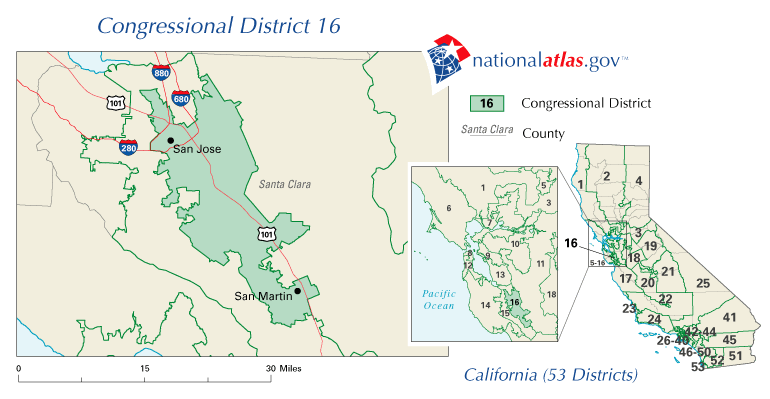
Kaart van het 16e congresdistrict van Californië tot 2013

Het 16e congresdistrict van Californië, vaak afgekort als CA-16, is een kiesdistrict voor het Amerikaanse Huis van Afgevaardigden. Het omvat vanaf 2013 een deel van de Central Valley met onder andere de steden Fresno en Merced.
Van 2003 tot 2013 omvatte het district een deel van Santa Clara County, en met name de hoofdplaats en grootstad San Jose. In het district woonde toen 98,7% van de bevolking in een stad.
Van 1995 tot 2013 vertegenwoordigde de Democrate Zoe Lofgren het 16e district in het Huis van Afgevaardigden. In de verkiezingen van 2010 geraakte Lofgren herverkozen met 67,82% van de stemmen. Sinds 2013 heeft Jim Costa deze taak.
In de laatste presidentsverkiezingen werd het district door de Democratische kandidaten gewonnen, zoals het geval was in de meeste congresdistricten in de San Francisco Bay Area. John Kerry haalde in de presidentsverkiezingen van 2004 63,4%. In 2008 overtuigde Barack Obama 69,6% van de kiezers. Daarmee is het een veilig Democratisch district volgens politieke analisten.